# Mary Weston Fordham
Mary Weston Fordham (ur. ok. 1845, zm. 1905) – poetka amerykańska.

## Życiorys
Mary Weston Fordham była Afroamerykanką. Wiadomości na temat jej prywatnego życia jest bardzo niewiele. Urodziła się około 1845 roku w Charleston w stanie Karolina Południowa. Pochodziła z rodziny wykwalifikowanych robotników i posiadaczy ziemskich. Jej rodzicami byli John Furman Weston i Louisa Potter Bonneau Weston. Poetka wybrała zawód nauczycielki. W czasie wojny secesyjnej prowadziła szkołę dla czarnoskórych dzieci. Po jej zakończeniu (1865) kontynuowała pracę pedagogiczną dla American Missionary Association. Urodziła sześcioro dzieci, jednak wszystkie wcześnie zmarły.

## Twórczość
Mary Weston Fordham wydała w 1897 roku tomik Magnolia Leaves (Liście magnolii), opatrzony słowem wstępnym przez Bookera T. Washingtona. Zbiorek ten zawiera 66 utworów. Do najbardziej znanych wierszy poetki należą: Creation (Stworzenie), Washerwoman (Praczka), Serenade (Serenada) i The Christ Child (Dzieciątko Jezus).